# Ricky He
Ricky He est un acteur canadien, né le 2 décembre 1995 à Vancouver (Colombie-Britannique). Il se fait connaître grâce au rôle de Kenny Liu dans la série From.

## Biographie

### Jeunesse et formations
Ricky He naît le 2 décembre 1995 à Vancouver, en Colombie-Britannique. Il est d'origine chinoise. Jeune, il fréquente l'université de la Colombie-Britannique, où il suit des cours de la psychologie avant de décider de poursuivre une carrière d'acteur.

### Carrière
Ricky He commence sa carrière d'acteur en 2014, apparaissant dans le court métrage Scene Study d'Anika Yuzak.
En septembre 2017, il est choisi pour le téléfilm Freaky Friday (2018), une comédie musicale de Steve Carr pour Disney, adaptée du livre du même titre de Mary Rodgers, après être passé à l'audition pour le rôle de Karl, avant que Susan Cartsonis, productrice exécutive, ne lui ait demandé le lire le passage de celui d'Adam.
En décembre 2018, il apparait  dans la série médicale Good Doctor (The Good Doctor), où il tient le rôle récurrent, celui de Kellan Park, fils du docteur Alex Park — interprété par Will Yun Lee.
En juillet 2021, il est choisi dans un second rôle pour la série horrifique From (2022). En 2023, le rôle de Kenny Liu lui vaut un Leo Award.

## Filmographie

### Cinéma

#### Longs métrages
- 2020 : Petit Guide de la chasseuse de monstres (A Babysitter's Guide to Monster Hunting) de Rachel Talalay : Jesper Huang
- 2021 : A Cinderella Story: Starstruck de Michelle Johnston : Kenny

#### Courts métrages
- 2014 : Scene Study d'Anika Yuzak : un étudiant
- 2019 : Grandma's 80th Surprise de Fola Evans-Akingbola : Ryan

### Télévision

#### Téléfilms
- 2016 : Une nouvelle tradition pour Noël (Looks Like Christmas) de Terry Ingram : le livreur de pizza
- 2017 : Noël avec ma fille (Christmas Solo) de Christie Will Wolf : Henry Jackson
- 2017 : Noël avec un inconnu (A Gift to Remember) de Kevin Fair : Josh
- 2018 : Oups ! (Blurt) de Michelle Johnston : le président du club
- 2018 : Freaky Friday de Steve Carr : Adam
- 2018 : L'Homme qui a brisé ma fille (No One Would Tell) de Gail Harvey : Gus Cahill
- 2021 : L'Amour comme au cinéma (Warming up to You) de Christie Will Wolf : Matt

#### Séries télévisées
- 2016 : Frankenstein Code (Second Chance) : l'adolescent chinois (saison 1, épisode 9 : When You Have to Go There, They Have to Take You In)
- 2016 : Flash (The Flash) : le patron (saison 2, épisode 16 : Trajectory)
- 2016 : Wayward Pines : un résident de Puking (saison 2, épisode 6 : City Upon a Hill)
- 2016 : The Romeo Section (en) : PA #2 (saison 2, épisode 10 : Final Measures)
- 2017 : The Magicians : le premier étudiant de l'année (2 épisodes)
- 2018 : Beyond : celui qui ordonne (saison 2, épisode 8 : I Scream, You Scream)
- 2018 : Trial & Error : Tyler (5 épisodes)
- 2018 : Arrow : Tony (saison 7, épisode 1 : Inmate 4587)
- 2018–2020 : A Million Little Things : Don (4 épisodes)
- 2018-2020 : Good Doctor (The Good Doctor) : Kellan Park (6 épisodes)
- Depuis 2022 : From : Kenny Liu (20 épisodes)

## Distinctions

### Récompense
- Leo Awards 2023 : meilleur acteur dans un second rôle pour la série télévisée From[7]

### Nominations
- Leo Awards 2018 : meilleur acteur dans un second rôle pour le téléfilm Noël avec ma fille[8]
- Leo Awards 2019 : meilleur acteur dans un épisode de la série télévisée Good Doctor[9]